# لن جارویس
لن جارویس (انگلیسی: Len Jarvis؛ زادهٔ ۱۸۸۴) بازیکن فوتبال اهل بریتانیا است.
از باشگاه‌هایی که در آن بازی کرده‌است می‌توان به باشگاه فوتبال وستهام یونایتد و باشگاه فوتبال بری اشاره کرد.